# Methiolopsis geniculata
Methiolopsis geniculata är en insektsart som först beskrevs av Carl Stål 1878.  Methiolopsis geniculata ingår i släktet Methiolopsis och familjen gräshoppor. Inga underarter finns listade i Catalogue of Life.